# Guignecourt
Guignecourt és un municipi francès, situat al departament de l'Oise i a la regió dels Alts de França. L'any 2007 tenia 401 habitants.

## Demografia

### Població
El 2007 la població de fet de Guignecourt era de 401 persones. Hi havia 144 famílies de les quals 16 eren unipersonals (12 homes vivint sols i 4 dones vivint soles), 48 parelles sense fills i 80 parelles amb fills.
La població ha evolucionat segons el següent gràfic:
Habitants censats

### Habitatges
El 2007 hi havia 149 habitatges, 144 eren l'habitatge principal de la família, 4 eren segones residències i 1 estava desocupat. 148 eren cases i 1 era un apartament. Dels 144 habitatges principals, 129 estaven ocupats pels seus propietaris, 8 estaven llogats i ocupats pels llogaters i 7 estaven cedits a títol gratuït; 2 tenien dues cambres, 23 en tenien tres, 32 en tenien quatre i 87 en tenien cinc o més. 113 habitatges disposaven pel capbaix d'una plaça de pàrquing. A 44 habitatges hi havia un automòbil i a 93 n'hi havia dos o més.

### Piràmide de població
La piràmide de població per edats i sexe el 2009 era:
| Homes | Edats   | Dones |
| ----- | ------- | ----- |
| 0     | 95 o +  | 0     |
| 0     | 90 a 94 | 4     |
| 0     | 85 a 89 | 0     |
| 0     | 80 a 84 | 0     |
| 4     | 75 a 79 | 0     |
| 4     | 70 a 74 | 4     |
| 8     | 65 a 69 | 20    |
| 0     | 60 a 64 | 4     |
| 8     | 55 a 59 | 4     |
| 24    | 50 a 54 | 24    |
| 24    | 45 a 49 | 28    |
| 8     | 40 a 44 | 12    |
| 12    | 35 a 39 | 12    |
| 24    | 30 a 34 | 20    |
| 20    | 25 a 29 | 24    |
| 16    | 20 a 24 | 12    |
| 12    | 15 a 19 | 20    |
| 12    | 10 a 14 | 12    |
| 24    | 5 a 9   | 4     |
| 8     | 0 a 4   | 16    |

## Economia
El 2007 la població en edat de treballar era de 297 persones, 223 eren actives i 74 eren inactives. De les 223 persones actives 208 estaven ocupades (108 homes i 100 dones) i 15 estaven aturades (8 homes i 7 dones). De les 74 persones inactives 30 estaven jubilades, 24 estaven estudiant i 20 estaven classificades com a «altres inactius».

### Ingressos
El 2009 a Guignecourt hi havia 143 unitats fiscals que integraven 398 persones, la mediana anual d'ingressos fiscals per persona era de 22.034 €.

### Activitats econòmiques
Dels 12 establiments que hi havia el 2007, 1 era d'una empresa de fabricació d'altres productes industrials, 5 d'empreses de construcció, 2 d'empreses de transport, 1 d'una empresa d'informació i comunicació, 1 d'una empresa immobiliària i 2 d'empreses de serveis.
Dels 5 establiments de servei als particulars que hi havia el 2009, 2 eren paletes, 1 guixaire pintor, 1 fusteria i 1 lampisteria.
L'any 2000 a Guignecourt hi havia 3 explotacions agrícoles que ocupaven un total de 165 hectàrees.

## Poblacions més properes
El següent diagrama mostra les poblacions més properes.